# Anna Cristeto i Massaneda
Anna Cristeto i Massaneda (Santa Coloma de Farners, la Selva, 1978) és una periodista catalana.
Llicenciada en periodisme per la Universitat Autònoma de Barcelona (UAB), va fer un postgrau en periodisme sociolaboral a aquesta mateixa universitat i un curs de postgrau en comunicació empresarial a la Universitat Pompeu Fabra (UPF). Va debutar en el periodisme com a redactora de la secció d'Economia de La Vanguardia. Posteriorment va fitxar per la delegació catalana del diari econòmic Expansión i posteriorment per la La Gaceta de los Negocios, abans de recalar a l'agència de notícies privada Europa Press on, l'any 2011, va ser nomenada delegada a Catalunya. Entre les publicacions on ha col·laborat hi ha El Temps i la revista Fomento del Trabajo. El maig del 2019 fou nomenada nova directora d'El Periódico, en substitució d'Enric Hernández. Va ser directora fins a maig de 2020, quan fou substituïda per Albert Sáez.